# Cassipourea ndando
Cassipourea ndando là một loài thực vật có hoa trong họ Rhizophoraceae. Loài này được J.Léonard ex Floret mô tả khoa học đầu tiên năm 1982.